# Porto de Porto Velho
O Porto de Porto Velho é um porto fluvial localizado na margem direita do rio Madeira, sendo um dos portos mais a leste do Arco Norte.

## História
O Departamento Nacional de Portos e Vias Navegáveis – DNPVN, do antigo Ministério do Transporte e Comércio, deu início à construção do Porto Organizado de Porto Velho em 20 de abril de 1973 , com o projeto de substituir as antigas rampas de embarque e desembarque do plano inclinado que foram implantadas pela Estrada de Ferro Madeira-Mamoré e que eram utilizados como o único porto oficial de Rondônia desde 1920.
A Portobrás deu continuidade às obras a partir de 1976, com a execução de um terminal para operações por meio do sistema Roll-ON/Roll-OFF (RO-RO). Em 1986, teve início a construção de um Cais Flutuante, que era composto de cinco berços de atracação, tendo sido concluído em 1988.
Em 1982, com a transformação do Território de Rondônia em Estado, as instalações do Porto Organizado de Porto Velho estavam sob a responsabilidade da Administração do Porto de Manaus. Em 31 de janeiro de 1985, foi criada a Administração do Porto de Porto Velho – APPV, ligada a Portobrás
Com a extinção da Portobrás em 1990, a APPV ficou ligada à Companhia Docas do Pará – CDP.
A Lei Lei Estadual nº 729/1997 autorizou a criação da empresa pública Sociedade de Portos e Hidrovias do Estado de Rondônia – SOPH, com objetivo de  gerir o Porto de Porto Velho, desenvolver a rede hidroviária interior e a Infraestrutura Portuária do Estado de Rondônia.
Em 12 de novembro de 1997, foi celebrado o Convênio de Delegação nº 06, de 12 de novembro de 1997, e o Porto foi delegado pela União ao Governo do Estado de Rondônia pelo prazo de vinte e cinco anos.
Em 2020, o convênio de delegação foi renovado por mais vinte e cinco anos.

## Movimentação
A tabela ao lado apresenta a quantidade de cargas movimentadas, em toneladas, no Porto de Porto Velho a cada ano.

| Movimentação de Cargas (em toneladas) | Movimentação de Cargas (em toneladas) |
| ------------------------------------- | ------------------------------------- |
| 2014                                  | 3.765.007                             |
| 2015                                  | 2.894.751                             |
| 2016                                  | 2.442.430                             |
| 2017                                  | 2.499.127                             |
| 2018                                  | 2.189.204                             |
| 2019                                  | 2.477.680                             |
| 2020                                  | 2.097.233                             |
| 2021                                  | 1.820.582                             |
| 2022                                  | 1.624.750                             |
| 2023                                  | 1.708.247                             |

## Estrutura
A infraestrutura do Porto compreende três terminais: 
- operações ro-ro, com duas rampas paralelas que se estendem até um pátio de estacionamento descoberto, com 10.000 m², tendo, ainda, outro pátio, também descoberto, não pavimentado, com a mesma área; [6]
- Pátio das Gruas, desprovido de cais de atracação, com movimentação direta para uma área de 10.000 m²;[6]
- operação de carga geral, composto de de um flutuante de acostagem, de 115 m, com 5 berços, ligado à margem por uma ponte metálica de 113,5 m de vão.[6]
- armazém para carga geral com 900 m².[6]
- 4 silos verticais para movimentação de soja arrendados pela Hermasa[6]

Os TUP’s presentes no porto de Porto Velho são: TUP Belmonte, TUP Caima, TUP Cargill Agrícola, TUP Fogás , TUP Ipiranga, TUP Passarão

## Multimodalidade de acessos
O Porto possui uma localização que possibilita uma melhor integração com outras modalidades de acesso como a aérea (Aeroporto Internacional Governador Jorge Teixeira). No modal rodoviário, a BR-364 interliga RO, MT e AC e permite a ligação com os polos produtores do Estado: Cacoal, Vilhena, Ariquemes, Ji-Paraná. No modal aquaviário, o Rio Madeira permite o transporte quase o ano inteiro, conectando o Porto de Porto Velho à outros Portos da região amazônica. 